# Mojito
Mojito (mohito) je koktajl na osnovi ruma, ki izhaja iz Kube. Bil je ena najbolj priljubljenih pijač ameriškega pisatalja Ernesta Hemingwaya.
Sestavljajo ga poprova meta, beli trsni sladkor, beli rum, limeta, mešanica za koktajle z okusom limone in mineralna voda (soda). Priprava je dokaj zahtevna, saj poznamo veliko različnih receptur.